# Беркай Озджан
Беркай Озджан (тур. Berkay Özcan, нар. 15 лютого 1998, Карлсруе) — турецький та німецький футболіст, півзахисник клубу «Істанбул ББ» та національної збірної Туреччини.

## Клубна кар'єра
Народився 15 лютого 1998 року в німецькому місті Карлсруе в родині вихідців із Туреччини. Розпочав займатись футболом у клубі «Зюдштерн 06» з рідного міста, після чого 2009 року потрапив до академії головного клуба міста «Карлсруе СК». У 2013 році він приєднався до «Штутгарта», де теж спочатку став виступати в молодіжній команді.
8 серпня 2016 він дебютував за основну команду у Другій Бундеслізі, вийшовши в основному складі в домашньому поєдинку проти «Санкт-Паулі». Через 2,5 місяці Озджан забив свій перший гол у професійній кар'єрі, відкривши рахунок у домашньому матчі з командою «Мюнхен 1860». За підсумками сезону 2016/17 Озджан з командою вийшли до Бундесліги, вищого дивізіону країни. Там Беркай дебютував 26 серпня 2017 року, вийшовши на заміну в домашній грі з клубом «Майнц 05». А 21 квітня 2018 року він забив свій перший гол на найвищому рівні, відзначившись в кінцівці домашнього поєдинку проти «Вердера». Загалом за три сезони Беркай взяв участь у 41 матчі чемпіонату.
У сезоні 2018/19 Озджан став вкрай рідко виходити на поле, тому наприкінці січня 2019 року Озджан приєднався до клубу Другої Бундесліги «Гамбург». У цій команді Беркай возз'єднався з головним тренером Ганнесом Вольфом, під керівництвом якого вже грав у «Штутгарті». До кінця сезону Озджан зіграв за «вовків» 15 матчів у чемпіонаті (11 разів виходячи зі старту) і забив один гол. Також він двічі зіграв у Кубку Німеччини та забив гол у 1/8 фіналу проти «Нюрнберга» (1:0). Втім команда посіла у чемпіонаті лише 4 місце і не зуміла підвищитись у класі, через що Вольф був звільнений. Новий тренер Дітер Гекінг не був зацікавлений у послугах Беркая, через що футболіста було віддано в оренду на сезон 2019/20 в турецький «Істанбул ББ». Станом на 9 червня 2020 року відіграв за стамбульську команду 11 матчів в національному чемпіонаті.

## Виступи за збірні
20 березня 2013 року Озджан дебютував у складі юнацької збірної Німеччини (U-15) на міжнародному турнірі на північному сході Італії проти однолітків з Шотландії, забивши гол. Загалом же протягом року він зіграв за цю команду п'ять ігор. Втім з 2014 року Озджан вирішив виступати за збірну своєї історичної батьківщини і до 2017 року грав за юнацькі збірні Туреччини. Загалом на юнацькому рівні за обидві країни взяв участь у 29 іграх, відзначившись 6 забитими голами.
З 2016 року залучався до складу молодіжної збірної Туреччини. На молодіжному рівні зіграв у 2 офіційних матчах.
1 червня 2018 року дебютував в офіційних матчах у складі національної збірної Туреччини, вийшовши на заміну в товариському матчі проти команди Тунісу (2:2).

## Титули і досягнення
- Чемпіон Туреччини (1):

«Істанбул Башакшехір»: 2019-20